# Pride of America
Die Pride of America (dt. Stolz von Amerika) ist ein Kreuzfahrtschiff der Reederei Norwegian Cruise Line. Sie ist das erste Kreuzfahrtschiff seit über 50 Jahren, das unter US-amerikanischer Flagge fährt. Ihr Heimathafen ist Honolulu auf der Insel Oʻahu.

## Geschichte
Die Geschichte der Pride of America, deren Bau wie bei keinem anderen modernen Kreuzfahrtschiff von Pannen und Rückschlägen überschattet wurde, begann im März 1999, als der Reiseveranstalter American Classic Voyages (AMCV) einen Vertrag mit der Werft Litton Ingalls Shipbuilding Inc. schloss. Unter dem Namen Project America sollten zwei Kreuzfahrtschiffe gebaut werden, die hauptsächlich im Seegebiet um Hawaii zum Einsatz kommen sollten. Die Gesellschaft plante Investitionen von über 1 Milliarde US-$. Das Schiff sollte den Namen Queen of the Americas erhalten.

### Bau und Indienststellung

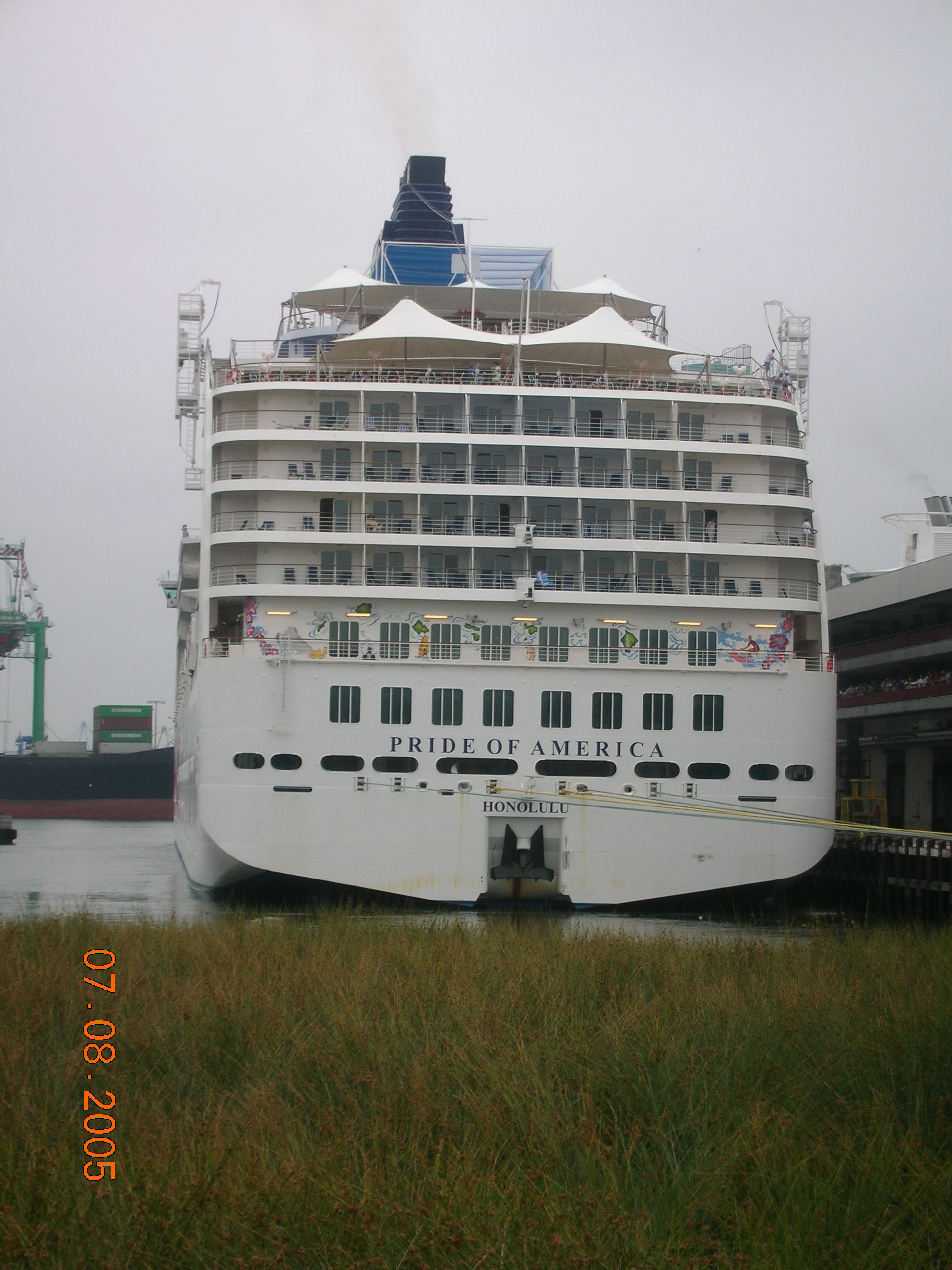
Das Heck des Schiffes

Die Kiellegung des Project America mit der Baunummer 7671 fand am 10. Oktober 2000 auf der Werft Litton Ingalls Shipbuilding Inc. statt. Während sich das Schiff im Rohbau befand, beantragte der Auftraggeber am 19. Oktober 2001 die Insolvenz nach "Chapter 11" des US-amerikanischen Insolvenzrechts. Als Grund wurde unter anderem Nachfrageeinbruch für Kreuzfahrten nach den Terroranschlägen vom 11. September 2001 angegeben.
Im Jahr 2002 erwarb die Reederei Norwegian Cruise Line den zu etwa 40 Prozent fertiggestellten Rohbau und beauftragte die Lloyd Werft in Bremerhaven, das Schiff um etwa 25 Meter zu verlängern und schließlich als Pride of America fertigzustellen. Baumaterialien, die sich noch bei Litton Ingalls Shipbuilding Inc. befanden, wurden teilweise in Containern nach Bremerhaven gebracht. Zwischen dem 5. November und dem 13. Dezember erfolgte die Überführung nach Bremerhaven. Im Juli 2003 wurde der im Trockendock liegende Rumpf auseinandergeschnitten und die neue Sektion eingebaut. Nach Abschluss der Arbeiten folgte im November 2003 die Verlegung des Schiffes an den Ausrüstungskai.
Am 14. Januar 2004, kurz vor der Fertigstellung, geriet die noch am Ausrüstungskai der Werft liegende Pride of America durch einen Sturm in eine leichte Schräglage. Durch Montageöffnungen an der dem Kai zugewandten Steuerbordseite drang Wasser ein, so dass die Schlagseite immer größer wurde. Der darauffolgende massive Wassereinbruch flutete die vier unteren Decks einschließlich des Maschinenraums und das Schiff sackte auf den Grund des Hafenbeckens. Zum Zeitpunkt des Unglücks befanden sich 14 Werftarbeiter an Bord, die jedoch unverletzt blieben. Da das Schiff nicht wie vereinbart im April fertiggestellt werden konnte, musste die Lloyd Werft Anfang Februar 2004 Insolvenz anmelden. Dennoch vereinbarten Reederei und Werft das Schiff zu heben, instand zu setzen und fertigzustellen. Die Bergungsarbeiten begannen am 13. Februar 2004. Mit Hilfe von Pumpen, mehreren Schleppern und einem Bergungsponton konnte das Schiff gehoben werden. Durch die Havarie waren Maschinen- und Antriebsanlage schwer beschädigt und die elektrischen Anlagen in den unteren Decks nahezu vollständig zerstört worden. Beide Propellergondeln mussten ersetzt werden, die Dieselmotoren wurden vollständig zerlegt und nach einer Generalüberholung wieder eingebaut. Die Bergung und die Beseitigung der Schäden nahmen mehrere Monate in Anspruch und kosteten die Versicherer insgesamt rund 225 Millionen US-$.
Nachdem die Testfahrten Mitte Mai 2005 erfolgreich abgeschlossen wurden, konnte die Pride of America schließlich am 6. Juni 2005 – zwei Jahre später als ursprünglich geplant – an die Reederei Norwegian Cruise Line übergeben werden. Nachdem die Präsentation des Schiffes aus verschiedenen Gründen abgesagt wurde, begann unmittelbar nach der Übergabe die Überführung nach New York. Die Redaktion einer Fachzeitschrift honorierte die Leistungen der Werft, indem sie die Pride of America als „Schiff des Jahres 2005“ auszeichnete.
Am 17. Juni 2005 wurde die Pride of America von der damaligen US-Arbeitsministerin Elaine Chao getauft. Anschließend verließ das Schiff den Hafen mit Kurs auf Hawaii, von wo sie im Juli 2005 zu ihrer ersten Kreuzfahrt auslief.

### Einsatz

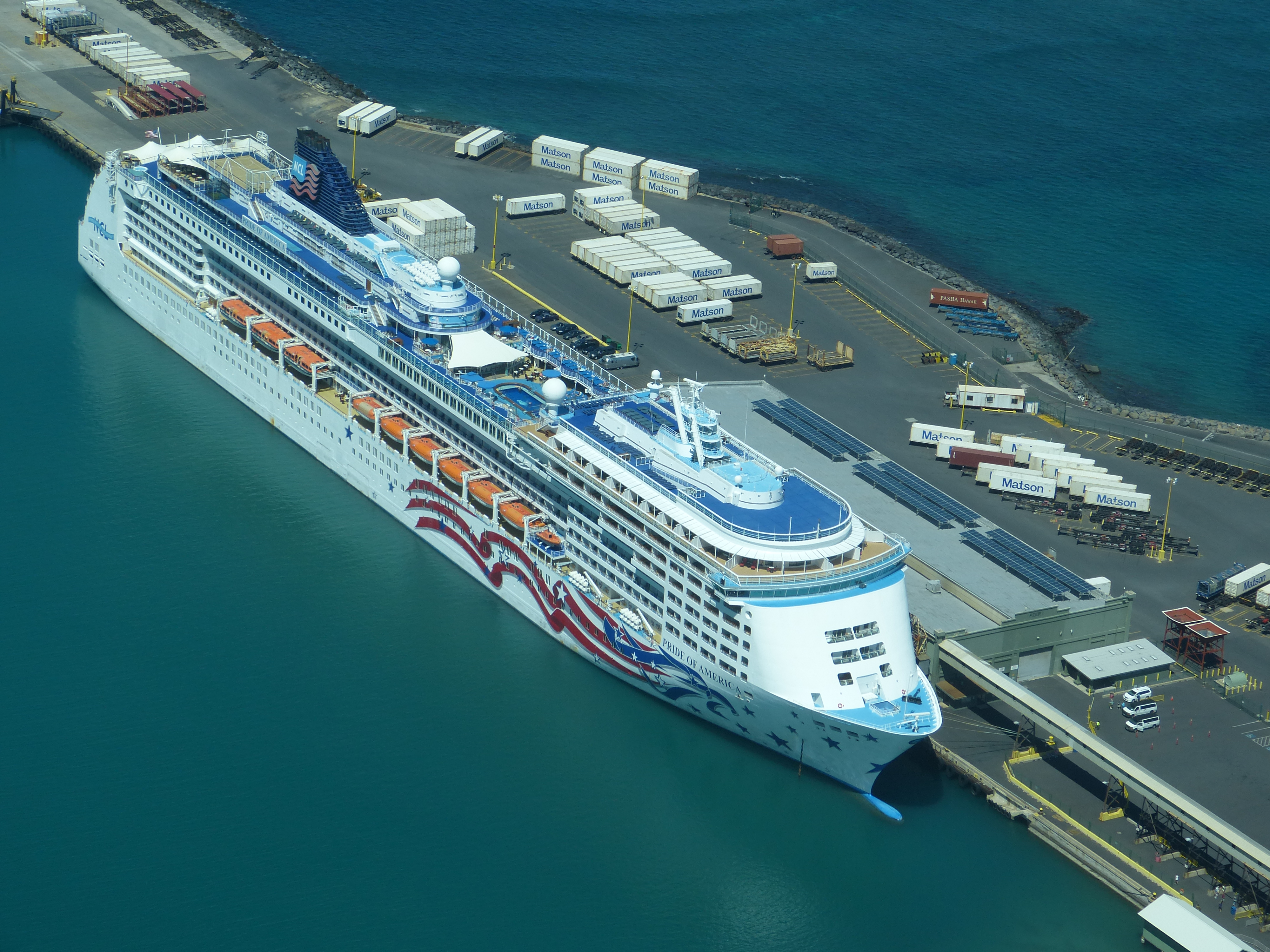
Ansicht aus der Luft in Molokai (2014)

Die Pride of America wurde ausschließlich für den Einsatz in amerikanischen Gewässern konzipiert und ist ganzjährig im Seegebiet um Hawaii unterwegs. Die Besatzung besteht durchweg aus amerikanischen Staatsbürgern. Dabei werden von Honolulu (Abfahrt 19 Uhr) aus die Ziele Kahului auf Maui (von 8 Uhr am 2. Tag bis 18 Uhr am 3. Tag), Hilo (8–18 Uhr am 4. Tag) und Kailua-Kona (7:30–17:30 Uhr am 5. Tag) auf Big Island sowie Nawiliwili bei Līhuʻe auf Kauaʻi (8 Uhr am 6. Tag bis 14 Uhr am 7. Tag) bedient. In Kailua-Kona liegt das Schiff aufgrund des zu flachen Hafenbeckens auf Reede, während es nach dem Auslaufen aus Nawiliwili entlang der Nā-Pali-Küste Kauais eine Panoramafahrt durchführt. Um 7 Uhr erreicht die Pride of America dann wieder Honolulu auf Oʻahu.
Zwischen dem 26. April bis 10. Mai 2008 wurde die Pride of America im Trockendock von BAE Systems Hawaii Shipyards in Pearl Harbor für 4,1 Mio. US-$ umfangreich renoviert.
Im März 2013 lief die Pride of America erneut für 14 Tage ins Trockendock in Honolulu ein und wurde dort mit neuen Suiten und Studiokabinen ausgestattet.
Ende Februar 2016 fuhr die Pride of America für einen 14-tägigen Werftaufenthalt nach San Francisco, da die Kapazitäten in Pearl Harbor zu diesem Termin bereits ausgebucht waren. Es handelt sich um die umfangreichste Renovierung seit der Indienststellung 2005, unter anderem wird eine Kapelle für Hochzeiten auf hoher See eingebaut.

## Maschinenanlage und Antrieb
Die dieselelektrische Maschinenanlage der Pride of America besteht aus sechs Achtzylinder-Viertakt-Turbodiesel-Reihenmotoren der Baureihe 46 des finnischen Herstellers Wärtsilä. Diese Motoren treiben Generatoren an, die das gesamte Schiff mit elektrischer Energie versorgen. Während eines Werftaufenthalts im Frühjahr 2013 wurde die Motorenanlage des Schiffs auch mit Abgasreinigungssystemen (Scrubber) ausgestattet. Der Antrieb erfolgt über zwei unter dem Heck angeordnete Propellergondeln des Typs Rolls-Royce/Alstom „Mermaid“ (dt. „Meerjungfrau“), mit denen das Schiff eine Geschwindigkeit von circa 22 Knoten erreicht.

## Trivia
- An Bord der Pride of America sind rund 10.000 Lautsprecher installiert. Die Technik zur Steuerung und Optimierung der Klangqualität wurde von der deutschen Firma Pan Acoustics in Zusammenarbeit mit dem niederländischen Unternehmen ACS (Acoustic Control Systems) entwickelt.[14]